# Harsh Realm
Harsh Realm est une série télévisée américaine en 9 épisodes de 42 minutes, créée par Chris Carter d'après le comic éponyme de James D. Hudnall et Andrew Paquette, dont seulement trois épisodes ont été diffusés du 8 octobre 1999 au 22 octobre 1999 sur le réseau FOX. Les 9 épisodes produits ont été diffusés sur FX entre le 24 mars 2000 et le 19 mai 2000.
En France, la série a été diffusée du 10 octobre au 5 décembre 2000 sur Série Club.

## Synopsis
À son retour de Sarajevo et alors qu'il s'apprête à quitter l'armée, Thomas Hobbes est envoyé dans une réalité virtuelle pour une dernière mission. Créé pour l'entraînement des soldats, ce programme a été piraté par le général Santiago qui en a fait son royaume. La mission de Thomas Hobbes est de le battre et c'est à ce prix qu'il retrouvera le monde réel.

## Distribution

### Acteurs principaux
- Scott Bairstow (VF : Thierry Wermuth) : le lieutenant Thomas Hobbes
- D. B. Sweeney (VF : Pierre Tessier) : Mike Pinnochio
- Terry O'Quinn (VF : Hervé Jolly) : le général Omar Santiago

### Acteurs secondaires
- Max Martini (VF : Patrick Béthune) : Mel Waters
- Rachel Hayward : Florence (le personnage est muet)
- Sarah-Jane Redmond (VF : Monika Lawinska) : Inga Fossa
- Samantha Mathis (VF : Laura Préjean) : Sophie Green

## Épisodes
1. Pilote (Pilot)
2. Leviathan (Leviathan)
3. Inga Fossa (Inga Fossa)
4. Pas de sortie (Kein Ausgang)
5. Réunion (Reunion)
6. Le Lac au miroir (Three Percenters)
7. Manus Domini (Manus Domini)
8. Cincinnati (Cincinnati)
9. Camera Obscura (Camera Obscura)